# Ellie Haddington
Ellie Haddington, född 17 february 1955 i Aberdeen, är en brittisk skådespelare.
Haddington har bland annat medverkat i TV-serierna Vår lilla hemlighet och Crime. Hon har även medverkat i filmen Enola Holmes.

## Filmografi (i urval)
- 2012 – The Mystery of Edwin Drood (TV-film)
- 2015–2016 – I Dickens magiska värld (TV-serie)
- 2019–2023 – Vår lilla hemlighet (TV-serie)
- 2020 – Enola Holmes
- 2021 – Crime (TV-serie)